# 真理、時間、歴史
『真理、時間、歴史』（しんり、じかん、れきし、西: La Verdad, el Tiempo y la Historia, 典: Sanningen, Tiden och Historien, 英: Truth, Time and History）は、スペインのロマン主義の巨匠フランシスコ・デ・ゴヤが1797年から1800年に制作した寓意画である。油彩。当時のスペイン宰相であった平和公マヌエル・デ・ゴドイのために制作された作品で、『詩』（La Poesia）とともに依頼されたと考えられている。現在はいずれもストックホルムのスウェーデン国立美術館に所蔵されている。また本作品の準備習作がボストン美術館に所蔵されている。

## 題名
この絵画は『スペイン、時間、歴史』（西: España, el Tiempo y la Historia, 英: Spain, Time, and History）、あるいは『スペイン1812年憲法の寓意』（西: La Alegoría de la Constitución de 1812, 英: Allegory of the Constitution of 1812）という題名でも知られる。

## 作品

ゴヤの『詩』。対作品とされることもある。スウェーデン国立美術館所蔵。

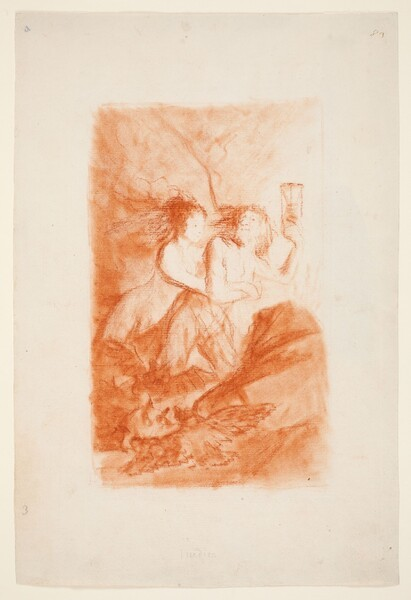
素描「時間と真理」。1797年。プラド美術館所蔵。

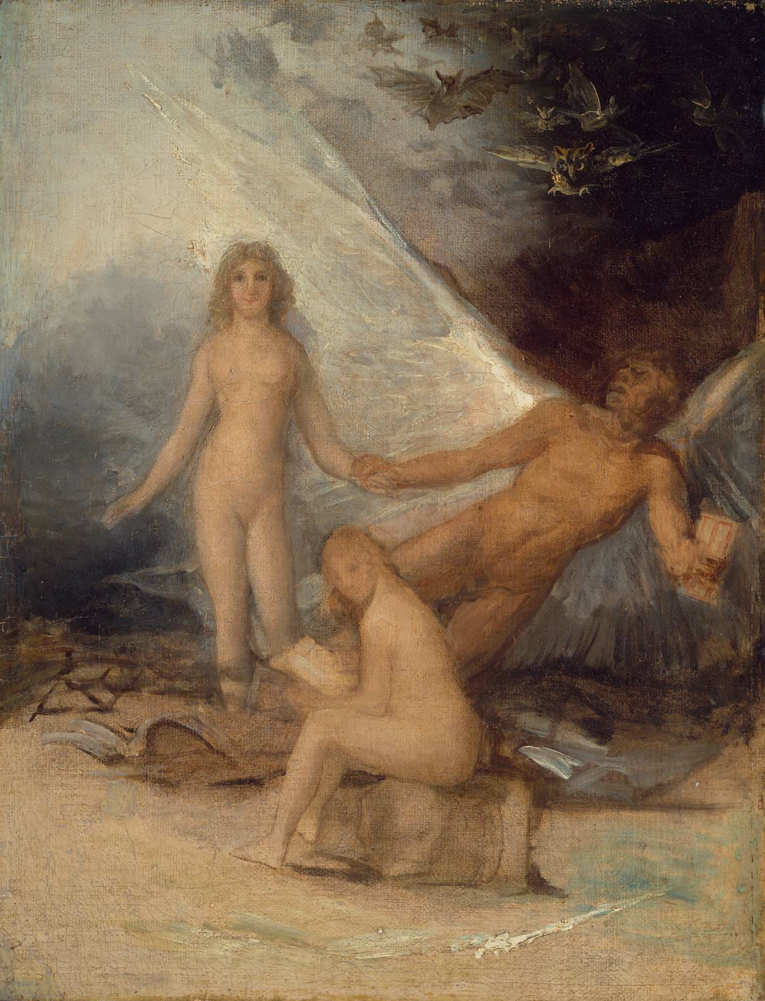
準備習作。1797年から1800年の間。ボストン美術館所蔵。

3人の擬人像のうち「歴史」は画面中央前景にある岩の上に裸で座った女性像で表され、白い羽根ペンと開いた書物を膝の上に持っている。腰には緑の布が巻かれ、足元には開かれた本がもう1冊置かれている。「歴史」の左後方に「時間」が描かれている。「時間」は白い髭を生やし、砂時計を持った年配の男性像として表されている。しかし彼は顔を上に向けているため、細かな表情はほとんど観察できない。彼の右手はもう1人の女性像「真理」の左腕をつかんでいる。「時間」の背中には大きな白い翼があり、画面右側端から画面左に立つ「真理」の背後まで広がっている。多くの場合、「真理」と呼ばれる女性像は、胸を部分的に露出させ、鑑賞者に対して正面を向いており、左手に王笏、右手に灰色の小さな書物を持っている。絵画の背景は画面の左右で対照的であり、「真理」が立つ画面左の後方は明るく、「時間」を取り囲む画面右は暗い。
制作年代は1797年から1812年までとされているが、最も一般的には1804年から1808年の間とされている。ゴヤの構想は少なくとも1797年まで遡ることができる。ゴヤはこの年に赤いチョークとウォッシュの技法を用いて、本作品と同様の「時間」と「真理」をわずかに異なる位置で配置した素描を制作した。この2人の寓意像に加えて、暗がりから飛び立つフクロウが画面左下隅に描かれているが、この鳥は同時期に制作された版画集《ロス・カプリーチョス》（Los Caprichos）で頻繁に登場する。そこでゴヤは《ロス・カプリーチョス》のためにこの素描を制作したと考えられている。ただし、この素描は本作品の構想と関連している可能性も指摘されている。美術史家マルティン・S・ソリアは、ゴヤが当初の構想に「歴史」を含めていなかった証拠としてこの素描を挙げている。
準備習作は1797年から1799年にかけて（あるいは一説では1804年に）制作した。ここでは最終的なバージョンと同様に翼のある「時間」が裸の「真理」のを手で掴み、さらに「時間」の頭上の暗闇にフクロウやコウモリが潜むように飛翔し、威嚇している。しかし最終的なバージョンではフクロウやコウモリは画面から消えている。

## 解釈
美術史家マルティン・S・ソリアはこの絵画を『スペイン、時間、歴史』という題名で呼び、おそらく1797年頃に制作されたと主張している。ソリアはゴヤがチェーザレ・リーパの『イコノロギア』（Iconologia, 1596年初版）に強い影響を受け、「時間」と「歴史」を古典的な寓意像として描写したと主張している。ソリアの解釈では、「歴史」は人類の行動を記録することで「人間を不滅にする」という伝統的な役割を果たしており、自身が記録した過去の記憶を象徴する方法として「歴史」は後ろを振り返っている。しかしリーパは「時間」をサトゥルヌスと呼び、「歴史」が出来事を記録する際に「時間」の背中を机にするという伝統的な表現方法を採っているが、ゴヤはそれから逸脱している。ソリアは、絵画の3番目の人物像は「スペイン」を表していると断定している。「スペイン」は「時間」によって「より明るい未来」へと引き寄せられ、「時間」は上を見上げて「天の助けを懇願」している。「時間」が持つ砂時計は、スペインが前進する火急の必要性に関する政治的な説明であり、1807年に始まるナポレオンのスペイン占領の予兆である可能性がある。ソリアは『詩』を本作品の対作品と見なし、両作品をたがいの観点から解釈している。
絵画が制作された当時、スペインは伝統的に様々なシンボルが描かれた王冠で表現され、容易に識別できるため、3番目の人物像をスペインとするソリアの解釈に納得することができない研究者もいる。美術史家フォルケ・ノルドストローム（Folke Nordström）は、3番目の人物が同様に書物と王笏を持つ「哲学」の寓意像と一致していることを指摘している。
美術史家でゴヤ研究家のエレノア・アクソン・セイアー（第28代アメリカ合衆国大統領ウッドロウ・ウィルソンの孫娘）は制作年をずっと後に位置づけ、1812年に描かれたと主張した。この制作年は、本作品が1812年に公布されたスペイン憲法に言及していると彼女が信じていたことに基づいている。この主張によりセイアーはこの作品を『スペイン1812年憲法の寓意』という題名で呼んだ。この解釈を採る研究者たちは3番目の人物像が「法律」を表しており、ひっくり返されたばかりの「時間」の砂時計は「新しい時代の始まりを示している」と主張する。
フアン・ルナ（Juan Luna）は、スウェーデン国立博物館の目録の解説において、書物を持って立っている女性像は「真理」だけでなくスペインをも表していると主張している。これはスペインがナポレオンの支配から解放された1812年に公布されたスペイン憲法の寓意である可能性があり、二重の象徴性は新憲法の正当性を強調するためにデザインされた可能性があるという。

## 来歴
完成した両作品はおそらくマドリードにあるマヌエル・デ・ゴドイのグリマルディ侯爵宮殿を飾っていた。しかしゴヤについて研究している美術史家ジャニス・A・トムリンソンによると、「他の文書が存在しないため、両作品の出所をゴドイのコレクションに遡ることは不可能である」。本作品の来歴に関する最初の信頼できる記録は1867年まで遡る。フランスの作家、製図家のシャルル・イリアルトは、本作品と『詩』をカディスのオーストリア領事フアン・ダンカン・ショー（Juan Duncan Shaw）のコレクションとして記録した。これは両作品にとって最初の注目すべき記録であるため、両作品は対として制作されたものと見なされることがある。1878年のショーの死後、絵画は彼の子孫に相続された。その後、1900年にマドリードのルイス・デ・ナバス（Luis de Navas）の手に渡った。さらにシカゴ在住の実業家、美術収集家チャールズ・ディアリングによって所有され、シカゴに移されるまでのしばらくの間、バルセロナ県シッチェスにある邸宅に展示されていた。1927年にディアリングが死去すると、両作品はニューヨークの美術商E＆A・シルバーマン・ギャラリーが取得した。1961年、スウェーデン国立美術館に収蔵された。

## ギャラリー
関連するゴヤの寓意画

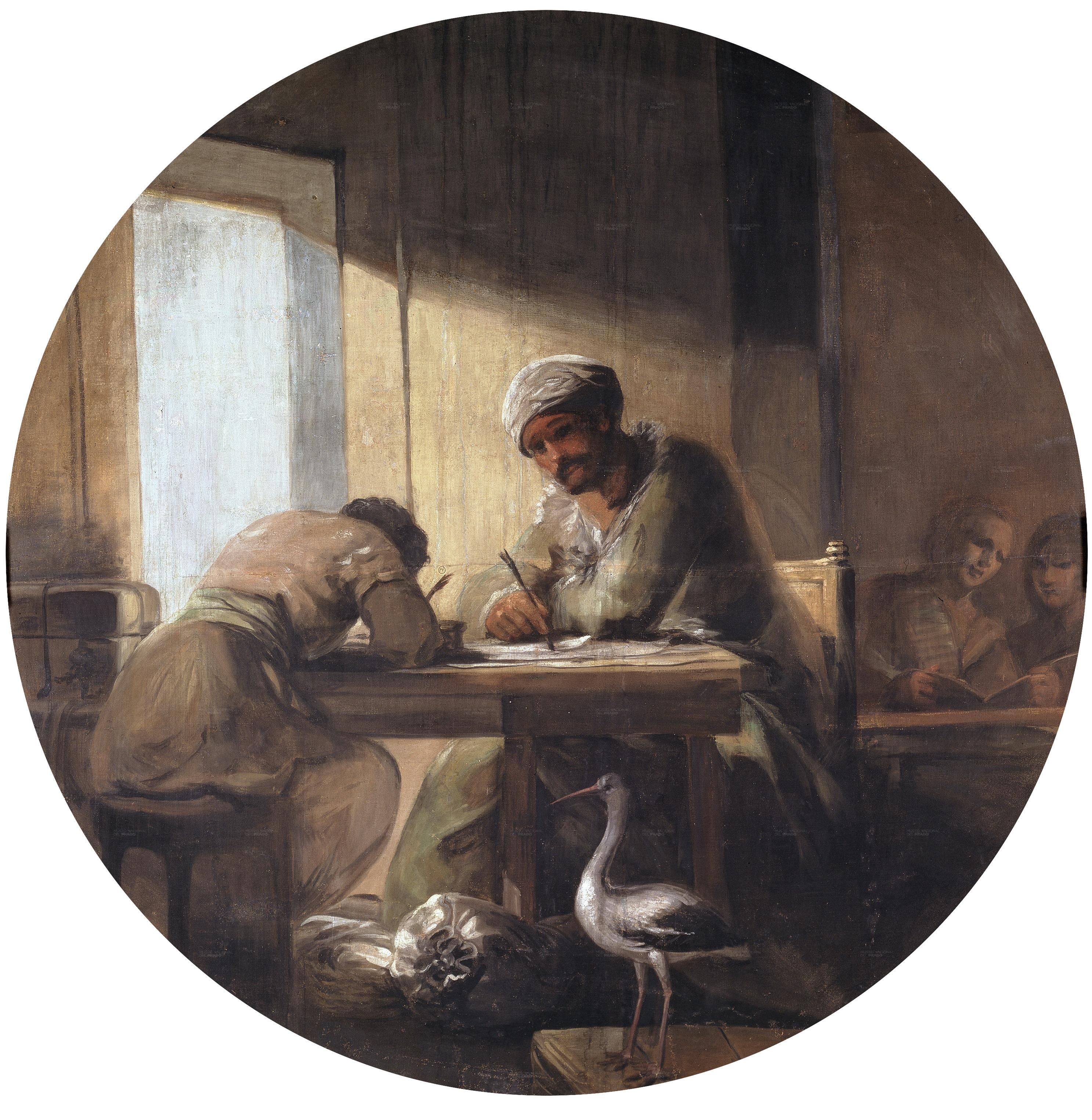
『商業』1804年-1806年 プラド美術館所蔵
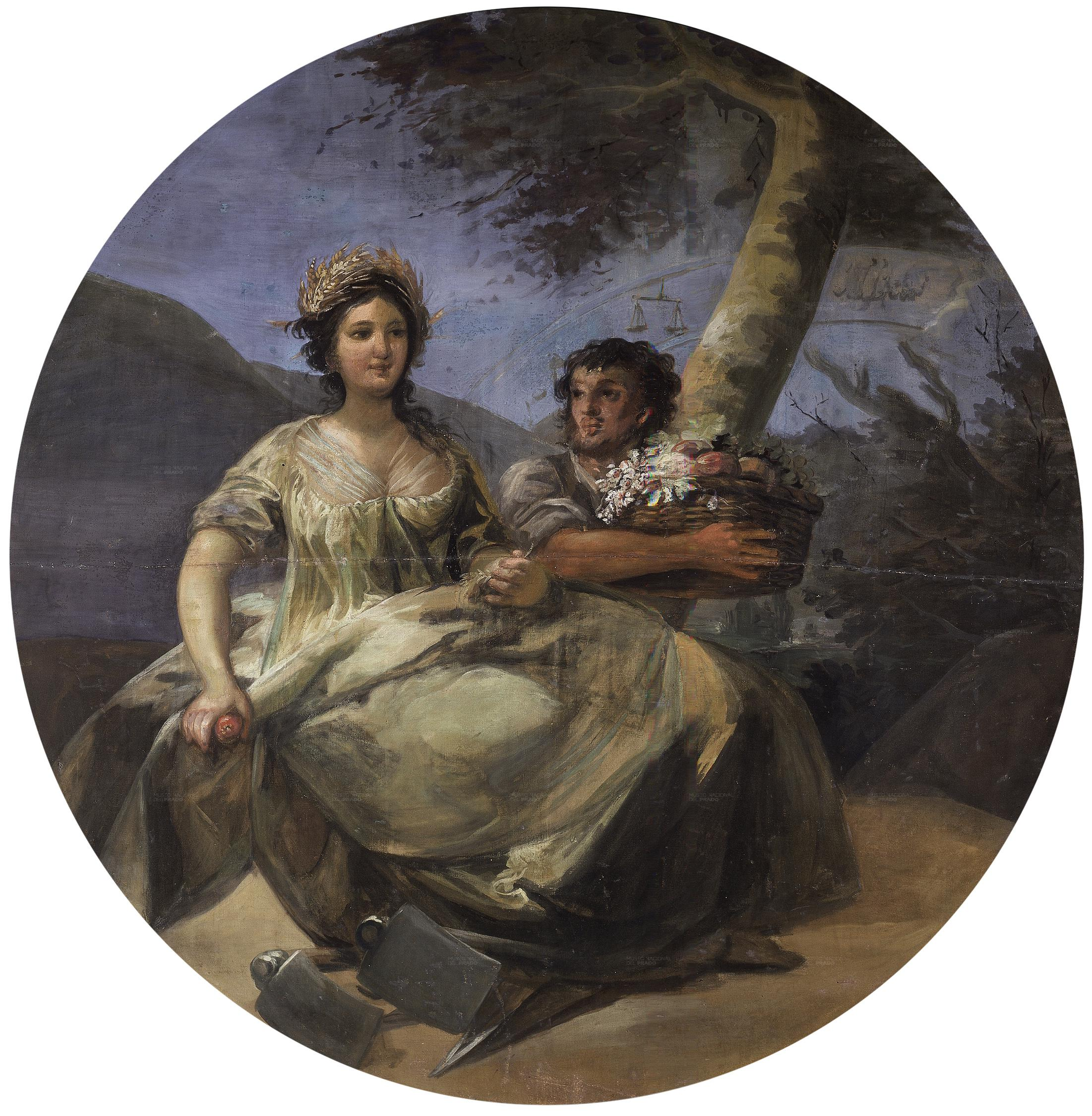
『農業』1804年-1806年 プラド美術館所蔵
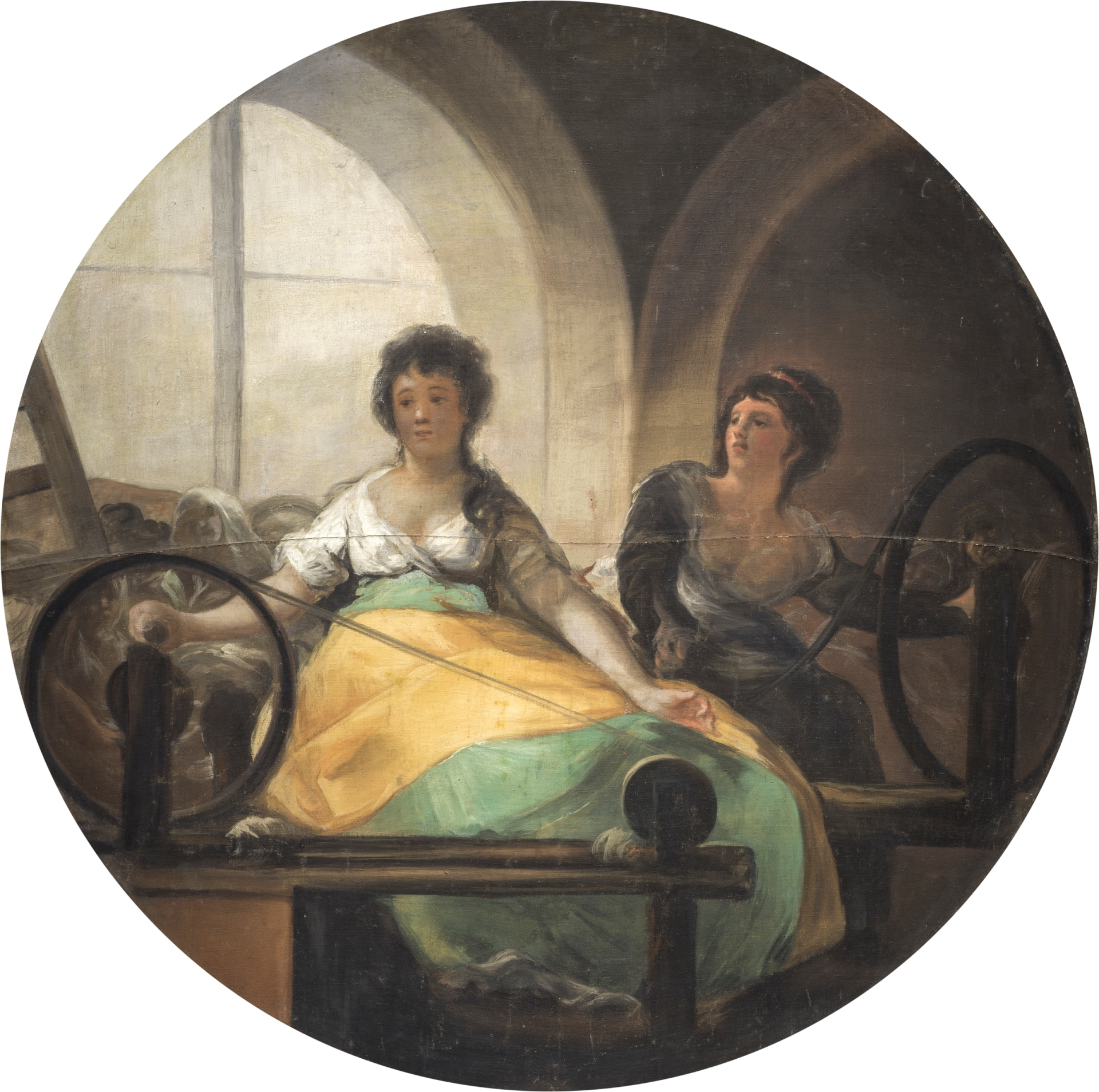
『工業』1804年-1806年 プラド美術館所蔵